# Liste der denkmalgeschützten Objekte in Salzburg-Salzburg/G–H
Die Liste der denkmalgeschützten Objekte in Salzburg-Salzburg/G–H enthält von den 600 denkmalgeschützten, unbeweglichen Objekte der Salzburger Katastralgemeinde Salzburg (Salzburger Altstadt) diejenigen in den Straßen G bis H.

## Denkmäler
| Foto |                 | Denkmal                                                                                                   | Standort                                           | Beschreibung | Metadaten |
| ---- | --------------- | --- | -------------------------------------------------- | --- | --- |
| ja   | Datei hochladen | Wohn- und Verwaltungsgebäude der Rauchmühle, ehem. Fisslthaler Mühle HERIS-ID: 52968 Objekt-ID: 60736     | Gailenbachweg 9 Standort KG: Salzburg              | | BDA-Hist.: Q38055298 Status: Bescheid Stand der BDA-Liste: 2025-06-30 Name: Wohn- und Verwaltungsgebäude der Rauchmühle, ehem. Fisslthaler Mühle GstNr.: 3395/4 Gailenbachweg 9, Salzburg                         |
| ja   | Datei hochladen | Erzbischöfl. Kollegium (Privatgymnasium) Borromäum HERIS-ID: 53215 Objekt-ID: 61021                       | Gaisbergstraße 7, 9 Standort KG: Salzburg          | Das Gebäude wurde 1910-1912 für das Privatgymnasium Borromäum errichtet. | BDA-Hist.: Q131431808 Status: § 2a Stand der BDA-Liste: 2025-06-30 Name: Erzbischöfl. Kollegium (Privatgymnasium) Borromäum GstNr.: 1871/2 Borromäum (Parsch, Salzburg)                                           |
| ja   | Datei hochladen | Ansitz, Mölk- oder Reinhof HERIS-ID: 36588 Objekt-ID: 35569                                               | Gärtnerstraße 2 Standort KG: Salzburg              | Der erzbischöfliche Kammerdiener Christoph Rein, der 1680 den Rainberg pachtete, ließ den Mölckhof erbauen, der zunächst Reinhof, später auch Hafnerhof, hieß. Felix Anton von Mölk, von 1752 bis 1774 fürsterzbischöflicher Hofkanzler, war ein weiterer Besitzer des Schlosses. Der Landsitz aus dem 17. Jahrhundert wurde 1886 umgebaut und ist heute mit einer neobarocken Fassade ausgestattet. | BDA-Hist.: Q37970794 Status: § 57-Mandatsbescheid Stand der BDA-Liste: 2025-06-30 Name: Ansitz, Mölk- oder Reinhof GstNr.: 3000/2 Gärtnerstraße 2, Salzburg                                                       |
| ja   | Datei hochladen | Bürgerhaus, Schidenhofenhaus HERIS-ID: 36590 Objekt-ID: 35571                                             | Getreidegasse 1 Standort KG: Salzburg              | Das Haus wird erstmals in einer Urkunde von 1363 anlässlich eines Hausverkaufs erwähnt. 1855 wurde anstelle des Grabendaches ein Satteldach errichtet und damit ein neues Geschoß gewonnen. Das jetzige Aussehen stammt von der Renovierung im Jahre 1989. In der wechselhaften Geschichte des Hauses waren hier u. a. eine Lebzelterei und Wachszieherei, eine Wechselstube, ein Herrenmodegeschäft und der Pensionsfonds der Beamten und Diener der k.k. priv. Länderbank Wien untergebracht. 2003 verlegte die Bank Austria Creditanstalt ihre Filiale in das Haus. | BDA-Hist.: Q37970815 Status: Bescheid Stand der BDA-Liste: 2025-06-30 Name: Bürgerhaus, Schidenhofenhaus GstNr.: 342                                                                                              |
| ja   | Datei hochladen | Wohn- und Geschäftshaus, Ranftlhaus HERIS-ID: 36591 Objekt-ID: 35572                                      | Getreidegasse 2 Standort KG: Salzburg              | Das ursprünglich aus zwei Hausteilen bestehende Gebäude wird urkundlich erstmals 1370 erwähnt. Es dürfte sich hier ein Torhaus mit einer Wohnung für den Torhüter befunden haben. Im Haus sind Teile der Stadtbefestigung von 1280 integriert. Der feudale Charakter des Hauses stammt aus der Barockzeit. Über 100 Jahre bestand hier die Spielwarenhandlung J. B. Neumüller, die dann 2009 aufgelöst wurde. Das seit 1920 bestehende Hutgeschäft Scherzer besteht heute noch. 1997 wurde das Haus umfassend renoviert. | BDA-Hist.: Q37970824 Status: Bescheid Stand der BDA-Liste: 2025-06-30 Name: Wohn- und Geschäftshaus, Ranftlhaus GstNr.: 507                                                                                       |
| ja   | Datei hochladen | Wohn- und Geschäftshaus, Schatz-Durchhaus HERIS-ID: 36592 Objekt-ID: 35573                                | Getreidegasse 3 Standort KG: Salzburg              | Das Haus gehörte zum Burgrecht von St. Peter. Ursprünglich stand hier ein Stadtturm. 1363 war der Besitzer Peter der alte Keuzl. Ab 1547 wurde Hanns Ritzinger Hausbesitzer (auch Bürgermeister). Arkaden um 1540 und 1570; Bauherren waren Hanns Rauchenperger und Virgil Rauchenperger. Diese mussten Salzburg wegen ihres protestantischen Glaubens verlassen. Ab 1660 im Besitz der Familie Mayr (Faktor Mayr-Haus). 1827 im Eigentum des Alois Duregger, von dem es 1859 an den Drechsler Schatz kam. | BDA-Hist.: Q37970835 Status: Bescheid Stand der BDA-Liste: 2025-06-30 Name: Wohn- und Geschäftshaus, Schatz-Durchhaus GstNr.: 343/1, 343/2 Getreidegasse 3, Salzburg                                              |
| ja   | Datei hochladen | Bürgerhaus, Apotheke, Zum Goldenen Biber HERIS-ID: 36593 Objekt-ID: 35574                                 | Getreidegasse 4 Standort KG: Salzburg              | Dieses Gebäude entwickelte sich aus zwei Häusern, von denen eines gegen die Getreidegasse, das andere gegen die Salzach gerichtet war. 1608 eröffnete hier der Apotheker Johann Wiser den Arzneyladen & Offizin in der Traegasse. 1900 wurde die Apotheke im Jugendstil renoviert. 1990 entdeckte man bei Restaurierungsarbeiten hochwertige Wandmalereien mit exotischen Pflanzen, die 1760 entstanden sein dürften. | BDA-Hist.: Q37970845 Status: Bescheid Stand der BDA-Liste: 2025-06-30 Name: Bürgerhaus, Apotheke, Zum Goldenen Biber GstNr.: 500, 503 Getreidegasse 4, Salzburg                                                   |
| ja   | Datei hochladen | Bürgerhaus, Zezi-Kaufmannhaus HERIS-ID: 36594 Objekt-ID: 35575                                            | Getreidegasse 5 Standort KG: Salzburg              | Laut einer Chronik entstand das Haus um 1200. Urkundlich erwähnt wird es aber 1434 als Eigentum der Anna Wagenschlaffin. 1764 erwarb Josef Anton Zezi die darin untergebrachte Jennersche Spezerei- und Materialwarenhandlung, die spätere Drogerie Anton Zezi. Bis 1984 blieb dieses Geschäft erhalten, musste dann aber einem Lokal der Textilbranche weichen. | BDA-Hist.: Q37970855 Status: Bescheid Stand der BDA-Liste: 2025-06-30 Name: Bürgerhaus, Zezi-Kaufmannhaus GstNr.: 344                                                                                             |
| ja   | Datei hochladen | Wohn- und Geschäftshaus, Gritzenbergerhaus HERIS-ID: 36595 Objekt-ID: 35576                               | Getreidegasse 6 Standort KG: Salzburg              | Als typisches Salzburger Bürgerhaus mit drei Fensterachsen wird das Haus bereits 1334 erwähnt, als die Brüder Aychaim das Haus an Martin Speher verkauften. Im 17. Jahrhundert wird das Haus „verstuckt“, d. h. als Stockwerkseigentum verkauft. 1865 wurde das Haus durch den Kürschner Franz Zimmermann umgebaut. Als Nachfolger der Kürschnerfamilie folgten ab 1916 die Gebrüder Springer, deren Pelzgeschäft bis in die 1990er Jahre Bestand hatte. | BDA-Hist.: Q37970865 Status: Bescheid Stand der BDA-Liste: 2025-06-30 Name: Wohn- und Geschäftshaus, Gritzenbergerhaus GstNr.: 499                                                                                |
| ja   | Datei hochladen | Reifenstuhlhaus HERIS-ID: 36596 Objekt-ID: 35577                                                          | Getreidegasse 7 Standort KG: Salzburg              | Das Haus gehörte zum Burgrecht von St. Peter. Es besitzt einen weitläufigen Arkadenhof. Erster erwähnter Besitzer war Peter Freitag (Bürgermeister von Salzburg 1411–1416). Arkaden von 1546 bzw. vor 1574; Erbauer Jörg und Ruprecht Payr. Im 17. Jahrhundert war hier teilweise eine Gastwirtschaft untergebracht. Im 19. Jahrhundert werden der Eisenhändler Michael Roittner und seine Frau Hedwig als Hauseigentümer genannt. Seit 1979 ist es renoviert und ein gutes Beispiel für die Renaissancekultur Salzburger Patrizier. Von 1819 bis 1976 befand sich hier die Eisengroßhandlung Gebr. Roittner. Ab 2009 zog hier der Textilkonzern H&M als Nachfolger der Firma Thalhammer ein. | BDA-Hist.: Q37970872 Status: Bescheid Stand der BDA-Liste: 2025-06-30 Name: Reifenstuhlhaus GstNr.: 345 Getreidegasse 7, Salzburg                                                                                 |
| ja   | Datei hochladen | Bürgerhaus, Mühlsteigerhaus, Ramsauerhaus HERIS-ID: 36597 Objekt-ID: 35578                                | Getreidegasse 8 Standort KG: Salzburg              | Dieses Haus wurde 1334 von Martin Speher von den Brüdern Friedrich und Gottlieb Aychaim erworben. Bemerkenswert ist der bis in das dritte Stockwerk reichende Erker am Hagenauerplatz. Im 17. Jahrhundert wurde das Haus „verstuckt“ und es lebten hier eine Vielzahl an Teilbesitzern. Um 1784 war hier das Lesekabinett der Lesegesellschaft untergebracht. Ab 1816 war hier der Gasthof Zur goldenen Krone, der ab 1918 als Hotel geführt wurde, untergebracht. 1896 wurde die Fassade durch Jacob Ceconi verändert. Ab 1918 zog hier der Traditionsbetrieb Roittner (Geschirr- und Haushaltswaren) ein. Dieser existierte bis 1998, nun sind hier ein Modegeschäft und eine Schuhboutique untergebracht. | BDA-Hist.: Q37970883 Status: Bescheid Stand der BDA-Liste: 2025-06-30 Name: Bürgerhaus, Mühlsteigerhaus, Ramsauerhaus GstNr.: 498                                                                                 |
| ja   | Datei hochladen | Bürgerhaus, Mozarts Geburtshaus HERIS-ID: 36598 Objekt-ID: 35579                                          | Getreidegasse 9 Standort KG: Salzburg              | Das fünfstöckige Bürgerhaus mit barockem Portal geht wahrscheinlich auf einen Bau des 12. Jahrhunderts zurück, wurde Anfang des 15. Jahrhunderts erstmals urkundlich erwähnt und später mehrfach umgebaut. Es ist das Geburtshaus von Wolfgang Amadeus Mozart, wie auch der nunmehr auf der Fassade angebrachte Schriftzug besagt. | BDA-Hist.: Q3327039 Status: Bescheid Stand der BDA-Liste: 2025-06-30 Name: Bürgerhaus, Mozarts Geburtshaus GstNr.: 346 Mozarts Geburtshaus                                                                        |
| ja   | Datei hochladen | Bürgerhaus, Gollhoferhaus, Sailerwirt HERIS-ID: 36599 Objekt-ID: 35580                                    | Getreidegasse 10 Standort KG: Salzburg             | Erstmals wird 1424 ein Chunrad Taufkinds aus einer Ministerialenfamilie als Besitzer erwähnt. Arkadenhof Westteil 1560 und Ostteil Ende des 16. Jahrhunderts entstanden, Bauherren waren Sebastian Althamer und Andrä Althamer. Um 1600 hieß das Haus des Erzbischofs Behausung, vermutlich weil hier Beamte des Erzbischofs untergebracht waren. 1626 richtete Franz Johann Sailer ein Gasthaus ein. Von 1727 hieß das Haus Zum Goldenen Einhorn, 1772 unter J. Adam Oechsler Oexlerisches Weinwirtshaus, 1830 unter J. Nelböck Gasthof Zu den drei Alliierten, 1865 wurde die Konzession durch Alois Ludwig Jung auf das neuerbaute Grandhotel de l'Europe übertragen. Danach Teilung des Hauses: Den Teil in der Getreidegasse erwarb der Kaufmann Karl Schattenfroh, der in der Griesgasse kam an Anton Daghofer. Diverse Umbauarbeiten im 20. Jahrhundert, durch die teilweise wertvolle Ausstattungen wieder sichtbar gemacht wurden. | BDA-Hist.: Q37970897 Status: Bescheid Stand der BDA-Liste: 2025-06-30 Name: Bürgerhaus, Gollhoferhaus, Sailerwirt GstNr.: 493                                                                                     |
| ja   | Datei hochladen | Bürgerhaus, Schrankenbäckerhaus HERIS-ID: 41097 Objekt-ID: 41530                                          | Getreidegasse 11 Standort KG: Salzburg             | Das Burgrechtshaus von St. Peter gehörte 1380 den Herren von Lampoting. Der Arkadenhof ist 1560 entstanden, Bauherren waren die Erben des Amandus Gützner (Bürgermeister und Stadtrat). Ab 1858 sind Vorder- und Hinterhaus grundbücherlich getrennt. Seit dem 19. Jahrhundert waren hier mehrere Bäckereien, so ab 1912 die Wiener Bäckerei der Familie Feichtner, die wegen Abluftbelästigung durch den Bäckerbetrieb ab der Jahrtausendwende schließen mussten. In den ehemaligen Bäckereiräumen befindet sich nun eine Filiale der Kette Nordsee. | BDA-Hist.: Q37998050 Status: Bescheid Stand der BDA-Liste: 2025-06-30 Name: Bürgerhaus, Schrankenbäckerhaus GstNr.: 347                                                                                           |
| ja   | Datei hochladen | Kammerlohrhaus HERIS-ID: 36600 Objekt-ID: 35581                                                           | Getreidegasse 12 Standort KG: Salzburg             | Erwähnt ist 1424 ein Verkauf des Hauses durch die Bürgersleute Heinrich und Dorothee Dienstl an Heinrich Klanner (Salzburger Bürgermeister von 1465). Arkadenhof mit toskanischen Säulen aus dunklem Adneter Marmor am Ende des 16. Jahrhunderts entstanden, Bauherren waren Niclas Plazer und seine Ehefrau Elisabeth Geizkofler. 1678 kaufte Franz Volpert von Kammerlohr das Haus, wobei diese Familie bis nach der Wende zum 19. Jahrhundert als Teilbesitzer ausgewiesen sind. Um 1880 wird das Haus in acht Eigentumsteile zergliedert. 1873 zog hier die Papierwarenfirma Hackenbuchner (Druckerei, Papiergroßhandlung, Bürobedarf) ein. 2006 wurde ein Großteil des Hauses an eine deutsche Modekette verpachtet; ein kleiner Laden der Bürobedarfsfirma Hackenbuchner befindet sich heute im Haus Getreidegasse 14. | BDA-Hist.: Q37970909 Status: Bescheid Stand der BDA-Liste: 2025-06-30 Name: Kammerlohrhaus GstNr.: 492/1 |
| ja   | Datei hochladen | Feiertagshaus HERIS-ID: 36601 Objekt-ID: 35582                                                            | Getreidegasse 13 Standort KG: Salzburg             | 1425 ist als erster Besitzer ein Hans Vitl erwähnt. Ab 1744 wird das Haus „verstuckt“. 1907 wurde der ehemalige Dachboden zu einem vierten Wohngeschoß umgebaut. Eine umfassende Renovierung erfolgte 1976/77. In den letzten Jahrzehnten des 19. Jahrhunderts war hier die Eisenwarenhandlung Lauzenz Ibetsperper & Comp. untergebracht, seit 1926 ist hier das Musikhaus Pühringer. | BDA-Hist.: Q37970917 Status: Bescheid Stand der BDA-Liste: 2025-06-30 Name: Feiertagshaus GstNr.: 349 Getreidegasse 13, Salzburg                                                                                  |
| ja   | Datei hochladen | Wohn- und Geschäftshaus, Kronhaus HERIS-ID: 36602 Objekt-ID: 35583                                        | Getreidegasse 14 Standort KG: Salzburg             | Nach der ersten Erwähnung von 1438 stand das Haus im Eigentum von Hanns Praun. In seinen älteren Teilen des heutigen Bestandes stammt das Haus aus dem 16. Jahrhundert. 1647 ist erstmals eine Gaststätte erwähnt (Golden-Kronhaus). 1811 etablierte die königlich bayerische Stiftungsadministration im Hinterhaus ein Armenhaus (Kronhaus). Ab 1910 war hier das Sport- und Textilwarengeschäft Franz Moltner, das 1990 aufgelassen wurde. Ein unter gleichem Namen eröffnetes Souvenirgeschäft besteht seit 2008. | BDA-Hist.: Q37970926 Status: Bescheid Stand der BDA-Liste: 2025-06-30 Name: Wohn- und Geschäftshaus, Kronhaus GstNr.: 484/2                                                                                       |
| ja   | Datei hochladen | Wohn- und Geschäftshaus, Azwangerhaus HERIS-ID: 36603 Objekt-ID: 35584                                    | Getreidegasse 15 Standort KG: Salzburg             | Der erste bekannte Besitzer ist Peter Setzfues, der 1412 genannt wird. Ab 1510 gehört es dem Hans Thenn, hochfürstlicher Münzmeister. Arkadenhof 1560 und 1600 entstanden, Bauherren waren Hans Thenn (II.) und Rosina Alt, geborene Thenn, verheiratet mit Tobias Alt, bzw. deren Erben. Im 18. und 19. Jahrhundert gehörte das Haus der Familie Azwanger. Neben der Delikatessenhandlung Azwanger befand sich hier auch eine Puppenklinik und das Bekleidungsgeschäft Fanny Schwendmayr. Bis zur Jahrtausendwende war hier auch das Damenmodengeschäft Resmann. Umbau im Jahr 1974. | BDA-Hist.: Q37970937 Status: Bescheid Stand der BDA-Liste: 2025-06-30 Name: Wohn- und Geschäftshaus, Azwangerhaus GstNr.: 350 Getreidegasse 15, Salzburg                                                          |
| ja   | Datei hochladen | Bürgerhaus, Gschwendtnerhaus/Haus an der Alben HERIS-ID: 41035 Objekt-ID: 41399                           | Getreidegasse 16 Standort KG: Salzburg             | Bereits im 14. Jahrhundert sind die ersten Eigentümer nachgewiesen, 1330 gehörte es dem Kürschner Niclas, 1360 dem Dietrich, des Herrn von Salzburg Chürsner. Eine Kürschnerei konnte hier angelegt werden da hier der Almkanal floss. Das Bankhaus Berger & Co ließ das Gebäude 1960 renovieren, 1988 erfolgte ein umfassender Hausumbau. Nun befindet sich hier eine Filiale der Parfümeriekette Marionnaud. | BDA-Hist.: Q37997712 Status: Bescheid Stand der BDA-Liste: 2025-06-30 Name: Bürgerhaus, Gschwendtnerhaus/Haus an der Alben GstNr.: 482                                                                            |
| ja   | Datei hochladen | Wohn- und Geschäftshaus, Rabelbäckerhaus HERIS-ID: 36604 Objekt-ID: 35585                                 | Getreidegasse 17 Standort KG: Salzburg             | Das Haus gehörte zum Burgrecht von St. Peter. Das Haus gehörte ursprünglich dem Bäcker Leopold. 1360 wurde es von Heinrich von Zell an Margareth Fuettersacher verkauft. Im Innenhof teils hölzerne Arkaden. Klassizistische Fassadengestaltung gegen Ende des 18. Jahrhunderts. 1892 wird der Bäckermeister Friedrich Jentsch genannt, dessen Name mit dem Zusatz Bäckerei bis 1978 zu sehen war. Das Sockelgeschoß wurde 1979 mit stichbogigen Schaufenstern gestaltet. Bis 1998 war hier das Modehaus F. X. Opferkuch untergebracht, heute ist hier eine Filiale eines Trachtenkonzerns. | BDA-Hist.: Q37970947 Status: Bescheid Stand der BDA-Liste: 2025-06-30 Name: Wohn- und Geschäftshaus, Rabelbäckerhaus GstNr.: 351 Getreidegasse 17, Salzburg                                                       |
| ja   | Datei hochladen | Wohn- und Geschäftshaus HERIS-ID: 36605 Objekt-ID: 35586                                                  | Getreidegasse 19 Standort KG: Salzburg             | 1385 wird der Richter und Bürgermeister Martin Aufner als Eigentümer des Hauses peim Frongarten auff der alben erwähnt; dieses Haus wurde über einem Teil des Almkanals errichtet. 1603 erwarb das Haus Erzbischof Wolf Dietrich von Raitenau, der 1605 dorthin die fürstliche Münze verlegen ließ. In den 1930er Jahren zog hier die Firma Tagwerker ein, die dann ab der Jahrtausendwende einer italienischen Modekette weichen musste. | BDA-Hist.: Q37970956 Status: Bescheid Stand der BDA-Liste: 2025-06-30 Name: Wohn- und Geschäftshaus GstNr.: 353 Getreidegasse 19, Salzburg                                                                        |
| ja   | Datei hochladen | Gasthaus, Zum Wilden Mann, Sattlerstöckl HERIS-ID: 41707 Objekt-ID: 42260                                 | Getreidegasse 20 Standort KG: Salzburg             | Das Haus setzt sich aus drei bis 1500 getrennten Objekten mit verschiedenen Grundeigentümern (St. Peter, Bürgerspital, Stadt) zusammen. 1509 kaufte die Stadt die vorderen Objekte von Lorenz Pagner und brachte dort die Eisenniederlage unter, die zuvor am Brodmarkt war. Zudem errichtete die Stadt um 1619 ein Hinterhaus am Gries. Im Innenhof befinden sich zweigeschoßige Arkaden aus dem 17. Jahrhundert. Ab 1805 verkaufte die Stadt die Gebäude stockwerksweise. Der ehemalige Sattlerstock war 1884 im Eigentum des Anton Nowak, der das Gasthaus Zum Wilden Mann von der Griesgasse hierher verlegte. | BDA-Hist.: Q38002400 Status: Bescheid Stand der BDA-Liste: 2025-06-30 Name: Gasthaus, Zum Wilden Mann, Sattlerstöckl GstNr.: 479 Gasthaus Wilder Mann (Salzburg)                                                  |
| ja   | Datei hochladen | Bürgerhaus, Kaltenbrunnerhaus, Fabrizenhaus HERIS-ID: 36606 Objekt-ID: 35587                              | Getreidegasse 21 Standort KG: Salzburg             | Das Burgrechthaus des Stiftes St. Peter war 1387 im Hübschen (Hübschmann) Besitz. 1392 erhielten Christians Pachmayrs Frau und Erben die Bewilligung „auf die Frongartenmauer zu bauen, als lang ihr Haus und Hofstat zeigt in der Tragassen“. Arkadenhof mit Säulen aus Adneter Marmor Ende der 1560er Jahre entstanden, Bauherren waren Gervasius Fabricius und seine Ehefrau Allolonia Rauchenberger. Wandbrunnen von 1610 im ersten Obergeschoß. 1744 wurde das Haus in Stockwerkeigentum aufgeteilt. Das Haus besitzt eine klassizistische Fassade. 1972 wurde ein Durchgang zum Universitätsplatz geschaffen. 1987 wurde eine Fassadenrenovierung durchgeführt. | BDA-Hist.: Q37970966 Status: Bescheid Stand der BDA-Liste: 2025-06-30 Name: Bürgerhaus, Kaltenbrunnerhaus, Fabrizenhaus GstNr.: 354, 355 Getreidegasse 21, Salzburg                                               |
| ja   | Datei hochladen | Wohn- und Geschäftshaus, Niederleghaus HERIS-ID: 36607 Objekt-ID: 35588                                   | Getreidegasse 22 Standort KG: Salzburg             | Ein Urbar des Stiftes St. Peter nennt von 1230 bis 1238 hier den Müller Maquart; es war hier also ein Mühlenhaus, das vom Almkanal betrieben wurde. Zur Mühle gehörte auch ein Backhaus, das 1330 im Besitz des Niclo von Auczse war. Dazu gehörte auch ein an der ersten Stadtmauer gelegener Wohnturm mit Zinnenkranz, der 1930 restauriert wurde. Die beiden getreidegassenseitigen Gebäude wuchsen 1480 zu einem Gebäude zusammen. 1508/09 wurde hier eine städtische Niederlage errichtet, in der Kaufleute ihre Güter verwahren konnten. Dieses Niederlags- oder Stapelrecht wurde von der Stadt bis 1828 ausgeübt. Danach verkaufte die Stadt den Bestand stückweise. 1922 wurde hier das Café Mozart eingerichtet. | BDA-Hist.: Q37970976 Status: Bescheid Stand der BDA-Liste: 2025-06-30 Name: Wohn- und Geschäftshaus, Niederleghaus GstNr.: 481 Getreidegasse 22, Salzburg                                                         |
| ja   | Datei hochladen | Wohn- und Geschäftshaus HERIS-ID: 36608 Objekt-ID: 35589                                                  | Getreidegasse 23 Standort KG: Salzburg             | 1387 wird das Haus erstmals mit dem Besitzer Ruep (Ruprecht) Zandl (Bürgermeister von Salzburg 1411) genannt. Ihm wurde erlaubt, gegen den Frongarten auszubauen und Fenster auszubrechen. Danach folgt der Handelsherr Virgil Venediger. Arkadenhof 1550–1570 entstanden, Bauherren waren zwei Mitglieder der einflussreichen Familie Matsperger (Sebastian Matsberger war u. a. Stadtrat). 1744 wurde das Haus in Stockwerkseigentum aufgeteilt. Um 1800 klassizistische Fassadengestaltung, wobei die Seite zur Getreidegasse 1926 historisierend erneuert wurde. 1873 werden auch die Tomasellis als Besitzer angeführt. Umfangreiche Renovierungsarbeiten zwischen 1972 und 1980. Jetzt befindet sich hier eine Schmuckpassage. | BDA-Hist.: Q37970986 Status: Bescheid Stand der BDA-Liste: 2025-06-30 Name: Wohn- und Geschäftshaus GstNr.: 356                                                                                                   |
| ja   | Datei hochladen | Reutterhaus, Lambergerhof und Teil der Stadtmauer HERIS-ID: 36609 Objekt-ID: 35590                        | Getreidegasse 24 Standort KG: Salzburg             | Erster bekannter Besitzer ist 1414 Martin Reutter (Pfleger von Radeck und Glaegg sowie Stadtrichter). Über eine Heirat kam das Haus an Caspar von Lamberg (1528). 1647 erwarb Erzbischof Paris Lodron das Gebäude und ließ darin das Collegium Marianum unterbringen. 1914 eröffnete Ludwig Ornstein darin sein Bekleidungsgeschäft. Nach der „Arisierung“ von 1938 wurde das Kleiderhaus von Kurt Thalhammer übernommen. Nach der Rückgabe an die Familie Ornstein wurde das Haus 1962 an das Kleidungshaus Mühlberger verkauft. Radikalrenovierung 1964. 1988 wurde der Zustand vor 1964 wiederhergestellt. Nun befindet sich hier ein spanischer Kleiderkonzern. | BDA-Hist.: Q37970995 Status: Bescheid Stand der BDA-Liste: 2025-06-30 Name: Reutterhaus, Lambergerhof und Teil der Stadtmauer GstNr.: 475, 476/1 Getreidegasse 24, Salzburg                                       |
| ja   | Datei hochladen | Mauern, Teilstück der 2. Stadtmauer HERIS-ID: 42124 Objekt-ID: 42706                                      | bei Getreidegasse 24A Standort KG: Salzburg        | Die „Zweite Stadtmauer“ wurde in der zweiten Hälfte des 15. Jahrhunderts errichtet, siehe Befestigungen der Stadt Salzburg. | BDA-Hist.: Q38002934 Status: Bescheid Stand der BDA-Liste: 2025-06-30 Name: Mauern, Teilstück der 2. Stadtmauer GstNr.: 476/2                                                                                     |
| ja   | Datei hochladen | Bürgerhaus, Nußdorfer- oder Schwabenhaus HERIS-ID: 36610 Objekt-ID: 35591                                 | Getreidegasse 25 Standort KG: Salzburg             | Das dem Burgrecht von St. Peter unterstehende Haus gehörte 1372 den Nußdorfern, einem adeligen Ministerialengeschlecht. 1533 wird das Haus durch David Nußdorfer von der Grundherrschaft abgelöst. Arkadenhof (z. T. Holzstützen) 1560 entstanden, Bauherren waren Hans Strobl im Haus der Nußdorfer und ab 1630 Hans Lorenz Schwab. Ab 1713 gehörte das Haus zur Universität Salzburg bzw. bis 1810 zum Universitätsfonds. 1835 wurde das Haus versteigert und kam in den Besitz des Landrates Franz Schraml. Später kam es an die Familie Kindlinger, die hier ein Textilgeschäft einrichtete. 1938 „Arisierung“ des Teileigentums von Rudolf und Karl Askona; Rückstellung nach 1945. Das jetzige Aussehen erhielt das Haus durch die Renovierungsarbeiten zwischen 1968 und 1981. Heute ist darin ein Schuh- und ein Modegeschäft untergebracht. | BDA-Hist.: Q37971006 Status: Bescheid Stand der BDA-Liste: 2025-06-30 Name: Bürgerhaus, Nußdorfer- oder Schwabenhaus GstNr.: 357/1                                                                                |
| ja   | Datei hochladen | Gasthaus, Mödlhammerhaus/zum goldenen Löwen HERIS-ID: 41036 Objekt-ID: 41400                              | Getreidegasse 26 Standort KG: Salzburg             | Bereits 1414 gehörte das Haus dem Bierbrauer Niclas; ab 1429 ist ein Bräustadel verzeichnet. Ab 1631 war hier ein Gasthaus Zum Goldenen Löwen (ab 1697 Metlhamer- bzw. Mödlhammerbräu). Die Brauerei wurde 1874 eingestellt. Zu Beginn des 20. Jahrhunderts war in dem Haus ein Gebetsraum für die jüdische Gemeinde angemietet. 1932 wurde das Haus durch Franz Niedermayer und Thomas Felber grundlegend renoviert. 1946 zog das Tanz-Kabarett Varieté Oase ein, 1947 wurde eine Kleinkunstbühne in dem Haus untergebracht. Seit 1982 befindet sich hier eine Filiale von McDonalds. | BDA-Hist.: Q37997722 Status: Bescheid Stand der BDA-Liste: 2025-06-30 Name: Gasthaus, Mödlhammerhaus/zum goldenen Löwen GstNr.: 474/3 Getreidegasse 26, Salzburg                                                  |
| ja   | Datei hochladen | Bürgerhaus, Baron Laßberg-Haus HERIS-ID: 41102 Objekt-ID: 41535                                           | Getreidegasse 27 Standort KG: Salzburg             | 1387 erhielt Georg der Aygerl, Bürger und Handelsmann mit Venedig, die Erlaubnis, die Mauer zum Frongarten auf Hausbreite niederzulegen und ein Haus zu bauen, wobei die Fenster mit eingebauten Gittern zu versehen waren. Arkadenhof zwischen 1540 und 1660 entstanden, Bauherren waren Johann und Wolf Oeder. 1911 eröffnete Adam Mittermayer hier eine Backstube, die bis 1977 bestand. 1980 zog die Fischrestaurantkette Nordsee hier ein. Seit 1870 gibt es im Haus auch ein Café, allerdings wechselten Namen und Besitzer des Öfteren (Express-Café Figaro, Café Kommar, jetzt Café Getreidegasse). | BDA-Hist.: Q37998105 Status: Bescheid Stand der BDA-Liste: 2025-06-30 Name: Bürgerhaus, Baron Laßberg-Haus GstNr.: 358                                                                                            |
| ja   | Datei hochladen | Bürgerhaus, Sailerstöckl HERIS-ID: 42125 Objekt-ID: 42707                                                 | Getreidegasse 28 Standort KG: Salzburg             | Erster Besitzer ist der 1389 erwähnte Schmied Ottl. 1414 war hier ein Bräuhaus eingerichtet. 1830 gab es vier Hausbesitzer und das Haus teilte sich in verschiedene Besitzer auf; der rückseitige Anbau wurde zur Hausnummer 28. Im 19. Jahrhundert waren hier zuerst ein Kutschenbetrieb, dann mehrere Schlossereien untergebracht. Nach dem Zweiten Weltkrieg war hier das Delikatessengeschäft von Herbert Forsthuber, heute befindet sich im Haus die Schlosserei und der Schlüsseldienst Wieber. | BDA-Hist.: Q38002945 Status: Bescheid Stand der BDA-Liste: 2025-06-30 Name: Bürgerhaus, Sailerstöckl GstNr.: 471, 474/2                                                                                           |
| ja   | Datei hochladen | Bürgerhaus, Sternbäckerhaus HERIS-ID: 41096 Objekt-ID: 41529                                              | Getreidegasse 29 Standort KG: Salzburg             | Das Haus stammt aus dem 13. Jahrhundert; der erste Besitzer war Ortlein von Salzburghofen, der das Haus Richtung des Frongarten vergrößerte. 1569 wird erstmals ein Bäcker (Christoph Pfenninger) genannt, wobei die Bäckerei bis 1930 bestand. Statt der Bäckerei wurde von Albert und Agnes Kaltenegger eine Feinputzerei eingerichtet, danach befand sich hier das Süßwarengeschäft Bayer. Jetzt werden in dem Haus Strickmoden, Schuhe und Trachten verkauft. Die sich über dem Barockportal befindende Jahreszahl von 1730 lässt auf einen größeren Umbau schließen. | BDA-Hist.: Q37998037 Status: Bescheid Stand der BDA-Liste: 2025-06-30 Name: Bürgerhaus, Sternbäckerhaus GstNr.: 359                                                                                               |
| ja   | Datei hochladen | Bürgerhaus, Schafmannhaus HERIS-ID: 36611 Objekt-ID: 35592                                                | Getreidegasse 30 Standort KG: Salzburg             | Dieses Haus ging aus dem Haus mit der Nummer 28 hervor, das 1830 auf vier Hausbesitzer aufgeteilt wurde. 1839 waren die Besitzer Walburga Mösner, Andreas Mayer und der Schuhmacher Johann Oberörg. Größere Umbauten wurden 1857 vorgenommen. 1909 lebten hier auch die Instrumentenmacher Josef und Karl Wessely, die hier ein Geschäft betrieben. 1950 zog ein Optiker in die Verkaufsräume und nun findet sich hier ein Kindermodengeschäft. | BDA-Hist.: Q37971016 Status: Bescheid Stand der BDA-Liste: 2025-06-30 Name: Bürgerhaus, Schafmannhaus GstNr.: 472                                                                                                 |
| ja   | Datei hochladen | Hotel Goldenes Horn, Zur Grünen Linde HERIS-ID: 36612 Objekt-ID: 35593                                    | Getreidegasse 31 Standort KG: Salzburg             | Dieses Haus war durchgehend ein Gasthaus bzw. ab dem 19. Jahrhundert ein Hotel. 1434 werden als erste Eigentümer Mitglieder der Familie Schürger erwähnt. Ab 1568 wird hier eine Wirtsgerechtsame betrieben (Michael Kochberger), das 1633 zur grien linden (später nach einem Besitzerwechsel auch Hornerwirtshaus) und 1826 Zum Goldenen Horn hieß. 1911 wurde das Haus grundlegend saniert. Durch einen Bombenangriff am 25. April 1945 wurde das Haus beschädigt. Bei der Renovierung 1966 wurde ein Durchhaus geschaffen. Das Hotel wurde 1980 geschlossen und nun ist hier ein Modehaus untergebracht. | BDA-Hist.: Q37971024 Status: Bescheid Stand der BDA-Liste: 2025-06-30 Name: Hotel Goldenes Horn GstNr.: 360 |
| ja   | Datei hochladen | Tuchschererhaus HERIS-ID: 36613 Objekt-ID: 35594                                                          | Getreidegasse 32 Standort KG: Salzburg             | Der erste Besitzer war ein Stefan Schwablein, der 1406 erwähnt wird. In dem Haus arbeitete im 15. Jahrhundert auch ein Beutler, ein damals weit verbreitetes Gewerbe. Um 1800 zog hier eine Glaserei ein, wobei dieses Gewerbe bis Ende des 20. Jahrhunderts bestand. In den 1930er Jahren eröffnete hier Philipp Gronich ein Geschäft für Hüte und Pelzwaren, heute ist hier die Firma Aschauer in der Hutfachhandlung tätig. | BDA-Hist.: Q37971027 Status: Bescheid Stand der BDA-Liste: 2025-06-30 Name: Tuchschererhaus GstNr.: 473 |
| ja   | Datei hochladen | Bürgerhaus, Reitterhaus HERIS-ID: 36614 Objekt-ID: 35595                                                  | Getreidegasse 33 Standort KG: Salzburg             | Das Haus gehörte schon vor 1434 den Pranckhern, Ministeriale in Salzburg und Ritter mit Lehensbesitz in der Steiermark. Verkauf am 1. Oktober 1641 an den hochfürstlichen Rat Corbinian Niedermayr. Arkadenhof in der 1. Hälfte des 17. Jahrhunderts entstanden, Bauherren waren Barbara Gei(t)zkofler oder Corbinian Niedermayr. Um 1800 klassizistische Ausgestaltung der Fassade. Um 1648 wird hier das Stockhamerbräu betrieben. Die Brauerei wurde 1865 aufgegeben und das Gasthaus Zum Stockhamer eingerichtet, das bis in das 20. Jahrhundert Bestand hatte. Beim Bombenangriff am 25. April 1945 wurde das Haus beschädigt. Später zog hier die Korbwarenhandlung des Albert Brändle ein, bevor hier ein Kleidungsgeschäft seine Verkaufsräume eröffnete. | BDA-Hist.: Q37971032 Status: Bescheid Stand der BDA-Liste: 2025-06-30 Name: Bürgerhaus, Reitterhaus GstNr.: 361 Getreidegasse 33, Salzburg                                                                        |
| ja   | Datei hochladen | Gasthaus, Sternbräu mit Arkadenhof und Sternstöckl HERIS-ID: 41095 Objekt-ID: 41528                       | Getreidegasse 34, 36 Standort KG: Salzburg         | Ursprünglich geht das Gebäude auf drei Häuser zurück, von denen eines an der zweiten Stadtmauer (Stöckl) gelegen war und erst später als eigenes Haus gezählt wird. Der erste Eigentümer ist 1408 der hofsmid Hartel. Diese Schmiedetradition wurde bis in das 16. bzw. 17. Jahrhundert betrieben (Hofschmiede an der Getreidegasse bis 1656). Philipp Tunzler besaß ab 1636 die Würthsbehausung bei dem gulden stern. 1743 wurde von Matthias Wilhelmseder im ersten Stock des Hauses eine reich ausgestattete Barockkapelle errichten. Nach der Verlegung der Brauerei in die Riedenburg 1907 wurde 1909 der Durchgang zur Griesgasse geschaffen. 1929 wurde das Sternbräu von der Österreichischen Brau AG erworben und nochmals umfassend saniert. Das Sternbräu wurde am 24. April 1945 schwer beschädigt. | BDA-Hist.: Q37998030 Status: Bescheid Stand der BDA-Liste: 2025-06-30 Name: Gasthaus, Sternbräu mit Arkadenhof und Sternstöckl GstNr.: 464                                                                        |
| ja   | Datei hochladen | Bürgerhaus, ehem. Stockhamer’sche Behausung HERIS-ID: 36615 Objekt-ID: 35596                              | Getreidegasse 35 Standort KG: Salzburg             | Der erste Eigentümer (1407 genannt) dieses spätgotischen Hauses ist Peter Hafftler. Bereits 1536 wird in dem Haus der Bierbrauer Martin Steuber erwähnt. 1569 wird es erstmals als Bräuhaus bezeichnet. Unter Erich Stockhamer wurde das Stockhamerbräu 1680 zur drittgrößten Brauerei Salzburgs. Erst 1865 wurde die Brauerei aufgegeben. Von 1898 bis 1937 übte Johann Ensmann hier das Riemergewerbe aus, ebenso waren hier ein Zuckerbäcker und die Färberei und Kleiderreinigung Gratian Wachts untergebracht. Am 25. April 1945 wurde das Haus durch einen Bombenangriff beschädigt. 1973 ging es an den Goldenen Hirschen, der dadurch seine Kapazität verdoppeln konnte. | BDA-Hist.: Q37971043 Status: Bescheid Stand der BDA-Liste: 2025-06-30 Name: Bürgerhaus, ehem. Stockhamer'sche Behausung GstNr.: 362 Getreidegasse 35, Salzburg                                                    |
| ja   | Datei hochladen | Hotel Goldener Hirsch HERIS-ID: 36616 Objekt-ID: 35597                                                    | Getreidegasse 37 Standort KG: Salzburg             | Der erste Besitzer ist 1407 Heinrich des Hulczein weber. Unter Paul Gschwandtner wird 1671 zum ersten Mal das Wirtshaus zum Güldenen Hürschen (später auch Hirschlwirt genannt) erwähnt. 1939 kam das Haus in den Besitz von Emanuel und Harriet Walderdorff. 1947 wurde das Haus umfassend saniert. 1970 wurde der Goldene Hirsch von Carl Adolf Vogel erworben, der auch das nebenliegende Stockhamerbräu kaufte und dem Hotel hinzufügte. Seit 1976 ist der Betrieb durch verschiedene internationale Hotelkonsortien übernommen worden. | BDA-Hist.: Q1630902 Status: Bescheid Stand der BDA-Liste: 2025-06-30 Name: Hotel Goldener Hirsch GstNr.: 363 Hotel Goldener Hirsch (Salzburg)                                                                     |
| ja   | Datei hochladen | Bürgerhaus, Kaspis, Altes Sternhaus HERIS-ID: 36617 Objekt-ID: 35598                                      | Getreidegasse 38 Standort KG: Salzburg             | Im Urbar des Bürgerspitals ist 1321 hier die Mertelbehausung erwähnt. 1401 gehörte es einem Lisst, ab 1416 dem Simon Ennser. Um 1800 kam es beim Verkauf des Hauses zu einem Prozess wegen Baufälligkeit. 1848 ging das Haus an Barbara Daghofer. Leopold Bachmayer hatte hier sein Gemischtwarengeschäft, der auch das Haus kaufte. Nach 1950 betrieb hier ein Josef Koberger ein Schreib- und Nähmaschinengeschäft; auch ein Friseur war hier untergebracht. Jetzt ist hier die Filiale eines Wäschegeschäftes eingemietet. | BDA-Hist.: Q37971061 Status: Bescheid Stand der BDA-Liste: 2025-06-30 Name: Bürgerhaus, Kaspis, Altes Sternhaus GstNr.: 463                                                                                       |
| ja   | Datei hochladen | Wohn- und Geschäftshaus, Kollegimesnerhaus, Schinaglhaus HERIS-ID: 36618 Objekt-ID: 35599                 | Getreidegasse 39 Standort KG: Salzburg             | Das Haus ist nur sechs Meter breit und in ihm befindet sich seit über 100 Jahren das Spirituosen- und Weinfachgeschäft Sporer. Die Liegenschaft wird 1407 erstmals als Eigentum des Schmiedes Kundl erwähnt. In dem Haus waren über die Jahrhunderte viele Gewerbe untergebracht (Tischler, Kürschner, Maurer). Nach 1742 beginnt die Zerstückelung des Hauseigentums mit drei bzw. vier Besitzern. 1905 kaufte der Innviertler Franz Sporer einen Teil des Gebäudes und eröffnete ein Branntwein, Likör u. Rum-Geschäft (en gros en detail). Dieses Haus wurde am 25. April 1945 beschädigt. 1987 erfolgte eine umfassende Sanierung. | BDA-Hist.: Q37971071 Status: Bescheid Stand der BDA-Liste: 2025-06-30 Name: Wohn- und Geschäftshaus, Kollegimesnerhaus GstNr.: 364                                                                                |
| ja   | Datei hochladen | Bürgerhaus, Haselbäckerhaus HERIS-ID: 41101 Objekt-ID: 41534                                              | Getreidegasse 40 Standort KG: Salzburg             | 1402 ist es als Haus des Newpekchen ausgewiesen. Seit 1597 (Stachlsbäckerhaus) waren hier bis ins 20. Jahrhundert durchgehend Bäckereien angesiedelt. Damals begann auch die Teilung und Verstuckung des Hauses. Die Bäckertradition endete 1958 mit der Bäckerei Bach, die von der Eisgrotte (geöffnet nur in der warmen Jahreszeit) bzw. einem Schokoladengeschäft (während der Wintermonate) abgelöst wurde. | BDA-Hist.: Q37998094 Status: Bescheid Stand der BDA-Liste: 2025-06-30 Name: Bürgerhaus, Haselbäckerhaus GstNr.: 462                                                                                               |
| ja   | Datei hochladen | Gasthaus, Zur Blauen Gans, Täublhaus HERIS-ID: 36619 Objekt-ID: 35600                                     | Getreidegasse 41, 43 Standort KG: Salzburg         | 1434 besaßen die Ennser das Haus Nr. 40. 1493 ging es auf drei Eigner über. Unter den Hauseigentümern waren u. a. Lautenmacher (Michl Gartner, Christoph Helm), Schuster, Mautner und Hofmusiker. Bereits um 1800 besteht eine Beziehung zur Blauen Gans, da der Eigner des Hauses Nr. 41 auch den Dachboden von Nr. 40 zu einem Schüttboden ausbauen wollte. Ab 1919 gehörte es zur Blauen Gans. Das Haus Nr. 43 befand sich Mitte des 14. Jahrhunderts im Eigentum der Aufner, die es dann dem Bürgerspital übergaben. Seit 1569 wird es als Wirtshaus bezeichnet. Unter dem Pächter Bartlmä Rexeisen wird das Wirtshaus erstmals zur plaben Gans genannt. Durch eine Heirat von 1717 kamen die Blaue Gans und der Goldene Hirsch in eine Hand, wobei erstere aber immer durch einen Pächter geführt wurde. Der Wirt Georg Gadermayer und seine Frau Walburga vereinigten die beiden Häuser. Dieses Haus wurde beim Bombenangriff am 25. April 1945 beschädigt. Nach 1945 wurde das Haus als Truppenunterkunft für die Militärpolizei genutzt. Zwischen 1998 und 2002 erfolgte ein Gesamtumbau und die Neueröffnung als Arthotel Blaue Gans. | BDA-Hist.: Q1631077 Status: Bescheid Stand der BDA-Liste: 2025-06-30 Name: Gasthaus, Zur Blauen Gans GstNr.: 365, 366 Hotel Blaue Gans, Salzburg                                                                  |
| ja   | Datei hochladen | Bürgerhaus, Fragnerhaus HERIS-ID: 57566 Objekt-ID: 67766                                                  | Getreidegasse 42 Standort KG: Salzburg             | Das Haus Nr. 42 wird bereits 1402 und im Eigentum des Toman von Chessen stehend erwähnt. 1700 wurde das Haus in mehrere Teile aufgeteilt. Im 19. Jahrhundert waren hier vorwiegend Lebensmittelgeschäfte untergebracht, aber auch der Zinngießer Spieker fand sich hier. Nach dem Lager der Schuhfabrik Mödlinger und dem Möbelhändler Schlecht folgte die Firma Fritsch, die Schuhen und Trachten verkaufte. | BDA-Hist.: Q38077283 Status: Bescheid Stand der BDA-Liste: 2025-06-30 Name: Bürgerhaus, Fragnerhaus GstNr.: 461                                                                                                   |
| ja   | Datei hochladen | Bürgerhaus, Wieserhaus HERIS-ID: 41100 Objekt-ID: 41533                                                   | Getreidegasse 44 Standort KG: Salzburg             | Als erster Eigner scheint 1402 Toman von Chessen auf. 1733 wurde das Haus in „drei Böden“ geteilt. Um 1800 ist hier der Schuhmacher Egis Wieser, der zwischen 12 und 15 Gesellen beschäftigte, untergebracht. Danach zog hier der Webermeister Josef Schwarzenberger ein. 1930 zog hier das Hauptgeschäft der Gebrüder Fritsch (Lederwaren) ein. Dieses Haus wurde beim Bombenangriff am 25. April 1945 beschädigt. 1955 erfolgte eine großzügige Sanierung durch die Brüder Fritsch. Heute befindet sich hier eine Boutique. | BDA-Hist.: Q37998081 Status: Bescheid Stand der BDA-Liste: 2025-06-30 Name: Bürgerhaus, Wieserhaus GstNr.: 460 |
| ja   | Datei hochladen | Bürgerhaus, Färberhaus HERIS-ID: 36620 Objekt-ID: 35601                                                   | Getreidegasse 45 Standort KG: Salzburg             | 1455 wird ein Hanns Winterseer, Färber aus dem Thurgau, als Hausbesitzer erwähnt. Die Färbergerechtsame wurde bis Mitte des 19. Jahrhunderts ausgeübt. Bereits 1680 und später 1739 wurde das Haus verstuckt. Das sich hier befindende traditionsreiche Geschäft Feinkost Ruppe Co. gegr. 1859 wurde erst 1990 aufgelassen. Heute befinden sich hier ein Juweliergeschäft sowie das Verkaufslokal eines französischen Lederwarenkonzerns. | BDA-Hist.: Q37971086 Status: Bescheid Stand der BDA-Liste: 2025-06-30 Name: Bürgerhaus, Färberhaus GstNr.: 367 |
| ja   | Datei hochladen | Bürgerhaus, Kupferschmiedhaus, Lebzelter-Thaller-Haus HERIS-ID: 36621 Objekt-ID: 35602                    | Getreidegasse 46 Standort KG: Salzburg             | Dieses Eckhaus zum Sterngässchen ist aus drei Häusern zusammengewachsen. Das rechte der beiden getreidegassenseitigen Häuser gehörte 1402 Hanns trenkchschalb. 1581 war dieses Haus so baufällig, dass es von Grund auf erneuert werden musste. Das linke haus am egk im gaßl stand 1402 im Eigentum der Wirtalerin. 1512 wird das Haus Kaplan- oder Ausreiterhaus bezeichnet, wobei ein Ausreiter ein Kaplan ist, der die Seelsorge außerhalb der Stadt besorgen musste und dafür ein Pferd zur Verfügung hatte. Um 1600 erfolgt die bauliche Vereinigung beider Häuser. 1963 wurde das Haus von der Baupolizei zur Demolierung freigegeben, konnte aber durch Unterschutzstellung durch das Bundesdenkmalamt gerettet werden. Heute befinden sich ein Schuhgeschäft, eine Parfümerie und ein Juwelier in dem Haus. | BDA-Hist.: Q37971096 Status: Bescheid Stand der BDA-Liste: 2025-06-30 Name: Bürgerhaus GstNr.: 459 |
| ja   | Datei hochladen | Wohn- und Geschäftshaus, ehem. Wagnerhaus, Spitalschmiedhaus HERIS-ID: 36622 Objekt-ID: 35603             | Getreidegasse 47 Standort KG: Salzburg             | Dieses Haus entstand aus mehreren Teilen. 1322 verkaufte der damalige Eigentümer Andrä Pondorffer an den Schuster Berthold ein halbes Haus sammt der Hoffstatt in der Trágassen pey dem admundtsprunnen. Die andere Einheit war das 1470 bestehende Kupferschmiedhaus. Virgil Oeder erhielt die Genehmigung, an sein Haus einen einstöckigen Zubau Richtung Frongarten zu errichten, aus diesem entstand im Laufe der Zeit ein dreistöckiges Hinterhaus. Über dem freistehenden Brunnen wurde ein Gewölbe errichtet, aus dem dann der Erker entstand. Schmiede und Wagner übten hier ihr Gewerbe bis in die 1920er Jahre aus. 1928 folgte als Besitznachfolger der Produktenhändler und Krämer Georg Wimmer. Dieses Haus wurde durch den Bombenangriff vom 25. April 1945 in Mitleidenschaft gezogen. 2004 wurde das Haus umgebaut und generalsaniert. | BDA-Hist.: Q37971106 Status: Bescheid Stand der BDA-Liste: 2025-06-30 Name: Wohn- und Geschäftshaus, ehem. Wagnerhaus (früher auch Spitalschmiedhaus) GstNr.: 368 Getreidegasse 47, Salzburg                      |
| ja   | Datei hochladen | Bürgerhaus, Wechsler- oder Lasserhaus HERIS-ID: 36682 Objekt-ID: 35663                                    | Giselakai 1 Standort KG: Salzburg                  | | BDA-Hist.: Q37971554 Status: Bescheid Stand der BDA-Liste: 2025-06-30 Name: Bürgerhaus, Wechsler- oder Lasserhaus GstNr.: 509                                                                                     |
| ja   | Datei hochladen | Bürgerhaus, Hotel Stein HERIS-ID: 45452 Objekt-ID: 46790                                                  | Giselakai 3, 5 Standort KG: Salzburg               | Das Haus „Am Stain“ („Stainbräu“) wurde 1399 unter seinem Besitzer Matthias Zwickl erstmals erwähnt. 1528 scheint als Bierbrauer Hans Gapler auf. Das Haus bestand damals aus zwei aneinandergrenzenden Wirtshäusern, wobei im Nebengebäude seit 1526 Mathias und Ernst (Lederer) als Gastgeb wirkten. 1654 hieß es dann „Martin Wirfl Gastgeb Zum Gulden Widder“. 1664 wurden beide Häuser unter dem Brauer Franz Dietrich Popp vereint. Die Brauerei schloss in den 1880er Jahren. Letzter Steinbräu war Josef Griesberger. 1914 erwarb Alois Grasmayr das Hotel Stein. | BDA-Hist.: Q30592673 Status: Bescheid Stand der BDA-Liste: 2025-06-30 Name: Bürgerhaus, Hotel Stein GstNr.: 510, 511                                                                                              |
| ja   | Datei hochladen | Bürgerhaus, Wimmerhaus HERIS-ID: 45455 Objekt-ID: 46793                                                   | Giselakai 7 Standort KG: Salzburg                  | | BDA-Hist.: Q38015997 Status: Bescheid Stand der BDA-Liste: 2025-06-30 Name: Bürgerhaus, Wimmerhaus GstNr.: 512 |
| ja   | Datei hochladen | Bürgerhaus HERIS-ID: 45456 Objekt-ID: 46794                                                               | Giselakai 9 / Steingasse 12 Standort KG: Salzburg  | | BDA-Hist.: Q38016008 Status: Bescheid Stand der BDA-Liste: 2025-06-30 Name: Bürgerhaus GstNr.: 514 |
| ja   | Datei hochladen | Bürgerhaus, Englwirtshaus HERIS-ID: 42552 Objekt-ID: 43139                                                | Giselakai 11 Standort KG: Salzburg                 | Das fünfgeschoßige Bürgerhaus stammt in der Bausubstanz aus dem 15. und 16. Jahrhundert. Die Fassaden der Obergeschoße wurden Ende des 19. Jahrhunderts neu gestaltet. | BDA-Hist.: Q38003157 Status: Bescheid Stand der BDA-Liste: 2025-06-30 Name: Bürgerhaus, Englwirtshaus GstNr.: 515                                                                                                 |
| ja   | Datei hochladen | Bürgerhaus, Sleytzerhaus HERIS-ID: 45464 Objekt-ID: 46804                                                 | Giselakai 15 Standort KG: Salzburg                 | Das Haus wird als „Hofstatt an der Brück“ 1428 erwähnt. 1429 wohnen hier Juden, von 1477 bis 1512 besitzt ein Jacob Jud das Haus. Danach wird es dem Stadtschreiber Zehen(t)perger zur Verfügung gestellt. Dann erwirbt es Gürtler Füller (Fuller); dessen Sohn war für einige Zeit Bürgermeister von Salzburg. 1709 scheint hier der Färbermeister Tobias Riegersperger auf. Vor der Wende zum 19. Jahrhundert betrieb hier der Malermeister Jacob Forstner sein Handwerk. Ihm folgte Johann Fürst (k.k. Hof-Dekorationsmeister) nach. | BDA-Hist.: Q38016100 Status: Bescheid Stand der BDA-Liste: 2025-06-30 Name: Bürgerhaus, Sleytzerhaus GstNr.: 520 Giselakai 15, Salzburg                                                                           |
| ja   | Datei hochladen | Gasthaus HERIS-ID: 38936 Objekt-ID: 38572                                                                 | Giselakai 17 Standort KG: Salzburg                 | Das sechsgeschoßige Haus stammt im Kern aus dem 15. Jahrhundert. | BDA-Hist.: Q37985621 Status: Bescheid Stand der BDA-Liste: 2025-06-30 Name: Gasthaus GstNr.: 521 Giselakai 17, Salzburg                                                                                           |
| ja   | Datei hochladen | Villa HERIS-ID: 46265 Objekt-ID: 47996                                                                    | Giselakai 29 Standort KG: Salzburg                 | | BDA-Hist.: Q38020259 Status: Bescheid Stand der BDA-Liste: 2025-06-30 Name: Villa GstNr.: 553 |
| ja   | Datei hochladen | Torkosvilla HERIS-ID: 46299 Objekt-ID: 48070                                                              | Giselakai 35 Standort KG: Salzburg                 | | BDA-Hist.: Q38020484 Status: Bescheid Stand der BDA-Liste: 2025-06-30 Name: Torkosvilla GstNr.: 560 |
| ja   | Datei hochladen | Villa HERIS-ID: 45448 Objekt-ID: 46785                                                                    | Giselakai 39 Standort KG: Salzburg                 | | BDA-Hist.: Q38015915 Status: Bescheid Stand der BDA-Liste: 2025-06-30 Name: Villa GstNr.: 563 |
| ja   | Datei hochladen | Czernyvilla HERIS-ID: 46263 Objekt-ID: 47993                                                              | Giselakai 45 Standort KG: Salzburg                 | | BDA-Hist.: Q38020240 Status: Bescheid Stand der BDA-Liste: 2025-06-30 Name: Czernyvilla GstNr.: 570, 569 |
| ja   | Datei hochladen | Villa Hoschek HERIS-ID: 46317 Objekt-ID: 48144                                                            | Giselakai 47 Standort KG: Salzburg                 | | BDA-Hist.: Q38020594 Status: Bescheid Stand der BDA-Liste: 2025-06-30 Name: Villa Hoschek GstNr.: 572/6, 572/4 |
| ja   | Datei hochladen | Bürgerhaus, Reitsamerhaus HERIS-ID: 44741 Objekt-ID: 45590                                                | Goldgasse 5 Standort KG: Salzburg                  | Das fünfgeschoßige Bürgerhaus stammt im Kern aus dem Spätmittelalter. | BDA-Hist.: Q38010716 Status: Bescheid Stand der BDA-Liste: 2025-06-30 Name: Bürgerhaus, Reitsamerhaus GstNr.: 54                                                                                                  |
| ja   | Datei hochladen | Bürgerhaus, Hofgeigenmacher- bzw. Fragnerhaus und Melblerhaus HERIS-ID: 43580 Objekt-ID: 44202            | Goldgasse 6, 8 Standort KG: Salzburg               | Das sechsgeschoßige Bürgerhaus stammt im Kern aus dem Spätmittelalter. Die Fensterumrahmungen der dreiachsigen Fassade entstanden in der 1. Hälfte des 19. Jahrhunderts. | BDA-Hist.: Q38004019 Status: Bescheid Stand der BDA-Liste: 2025-06-30 Name: Bürgerhaus, Hofgeigenmacher- bzw. Fragnerhaus und Melblerhaus GstNr.: 51 Goldgasse 6-8                                                |
| ja   | Datei hochladen | Bürgerhaus, Schnitlauer- oder Sporerhaus HERIS-ID: 43625 Objekt-ID: 44267                                 | Goldgasse 7 Standort KG: Salzburg                  | Das fünfgeschoßige Bürgerhaus mit auffällig unregelmäßig angebrachten Fenstern ist im Baukern spätmittelalterlich. | BDA-Hist.: Q38004363 Status: Bescheid Stand der BDA-Liste: 2025-06-30 Name: Bürgerhaus, Schnitlauer- oder Sporerhaus GstNr.: 55                                                                                   |
| ja   | Datei hochladen | Bürgerhaus, Hofbinderhaus HERIS-ID: 42126 Objekt-ID: 42708                                                | Goldgasse 9 Standort KG: Salzburg                  | | BDA-Hist.: Q38002954 Status: Bescheid Stand der BDA-Liste: 2025-06-30 Name: Bürgerhaus, Hofbinderhaus GstNr.: 56                                                                                                  |
| ja   | Datei hochladen | Bürgerhaus, ehem. Kupferschmidhaus, Gasthaus zur blauen Ente HERIS-ID: 41702 Objekt-ID: 42253             | Goldgasse 10 Standort KG: Salzburg                 | Das Bürgerhaus mit siebenachsiger, leicht gekrümmter Front ist im Baukern spätmittelalterlich. | BDA-Hist.: Q38002350 Status: Bescheid Stand der BDA-Liste: 2025-06-30 Name: Bürgerhaus, ehem. Kupferschmidhaus, Gasthaus zur blauen Ente GstNr.: 49 Goldgasse 10                                                  |
| ja   | Datei hochladen | Bürgerhaus, Brucknerhaus HERIS-ID: 42127 Objekt-ID: 42709                                                 | Goldgasse 11 Standort KG: Salzburg                 | Das fünfgeschoßige Bürgerhaus stammt im Kern aus dem Spätmittelalter. | BDA-Hist.: Q38002963 Status: Bescheid Stand der BDA-Liste: 2025-06-30 Name: Bürgerhaus, Brucknerhaus GstNr.: 57                                                                                                   |
| ja   | Datei hochladen | Bürgerhaus, Schönsleben- oder Baumeisterhaus HERIS-ID: 41699 Objekt-ID: 42250                             | Goldgasse 12 Standort KG: Salzburg                 | | BDA-Hist.: Q38002319 Status: Bescheid Stand der BDA-Liste: 2025-06-30 Name: Bürgerhaus, Schönsleben- oder Baumeisterhaus GstNr.: 48 Goldgasse 12                                                                  |
| ja   | Datei hochladen | Bürgerhaus, Drahtzieherhaus HERIS-ID: 41703 Objekt-ID: 42254                                              | Goldgasse 14 Standort KG: Salzburg                 | Das sechsgeschoßige Bürgerhaus stammt im Kern aus dem Spätmittelalter. | BDA-Hist.: Q38002361 Status: Bescheid Stand der BDA-Liste: 2025-06-30 Name: Bürgerhaus, Drahtzieherhaus GstNr.: 45 Goldgasse 14                                                                                   |
| ja   | Datei hochladen | Bürgerhaus, Spinnstätterhaus (1775) HERIS-ID: 43624 Objekt-ID: 44266                                      | Goldgasse 15 Standort KG: Salzburg                 | Die Fenstergewände des sechsgeschoßigen Bürgerhauses stammen aus dem 16. Jahrhundert. | BDA-Hist.: Q38004353 Status: Bescheid Stand der BDA-Liste: 2025-06-30 Name: Bürgerhaus, Spinnstätterhaus (1775) GstNr.: 59                                                                                        |
| ja   | Datei hochladen | Bürgerhaus, Glasererhaus HERIS-ID: 42128 Objekt-ID: 42710                                                 | Goldgasse 16 Standort KG: Salzburg                 | Die Fassade des fünfgeschoßigen Bürgerhauses enthält ein eingelassenes Bild der Heiligen Dreifaltigkeit aus dem 18. Jahrhundert. | BDA-Hist.: Q38002973 Status: Bescheid Stand der BDA-Liste: 2025-06-30 Name: Bürgerhaus, Glasererhaus GstNr.: 44                                                                                                   |
| ja   | Datei hochladen | Bürgerhaus, Eckhaus am Aschhof, Zinngiesserhaus HERIS-ID: 42129 Objekt-ID: 42711                          | Goldgasse 19 Standort KG: Salzburg                 | Das fünfgeschoßige Eckhaus ist im Kern spätmittelalterlich. Die Fensterumrahmungen der Fassade zum Residenzplatz entstanden Ende des 18. Jahrhunderts. | BDA-Hist.: Q38002980 Status: Bescheid Stand der BDA-Liste: 2025-06-30 Name: Bürgerhaus, Eckhaus am Aschhof, Zinngiesserhaus GstNr.: 61 Goldgasse 19 / Residenzplatz 5 (Salzburg)                                  |
| ja   | Datei hochladen | Bürgerhaus, Bergerhaus HERIS-ID: 36624 Objekt-ID: 35605                                                   | Griesgasse 1 Standort KG: Salzburg                 | Das viergeschoßige Bürgerhaus stammt in der Bausubstanz aus dem 17. Jahrhundert. | BDA-Hist.: Q37971122 Status: Bescheid Stand der BDA-Liste: 2025-06-30 Name: Bürgerhaus, Bergerhaus GstNr.: 508 |
| ja   | Datei hochladen | Bürgerhaus, Stadtgerichtsdienerhaus HERIS-ID: 36625 Objekt-ID: 35606                                      | Griesgasse 3 Standort KG: Salzburg                 | Das fünfgeschoßige Bürgerhaus ist im Kern spätmittelalterlich. | BDA-Hist.: Q37971133 Status: Bescheid Stand der BDA-Liste: 2025-06-30 Name: Bürgerhaus, Stadtgerichtsdienerhaus GstNr.: 505, 506                                                                                  |
| ja   | Datei hochladen | Bürgerhaus, ehem. fürstliche Pfennigstube HERIS-ID: 41698 Objekt-ID: 42249                                | Griesgasse 4 Standort KG: Salzburg                 | Der achtachsige Bau stammt im Kern aus der Mitte des 17. Jahrhunderts; das Rotmarmorportal ist mit 1648 bezeichnet. | BDA-Hist.: Q38002307 Status: Bescheid Stand der BDA-Liste: 2025-06-30 Name: Bürgerhaus, ehem. fürstliche Pfennigstube GstNr.: 436/1 Griesgasse 4, Salzburg                                                        |
| ja   | Datei hochladen | Bürgerhaus HERIS-ID: 43628 Objekt-ID: 44270                                                               | Griesgasse 6 Standort KG: Salzburg                 | Das viergeschoßige Haus mit Hohlkehlenabschluss wurde in der 1. Hälfte des 17. Jahrhunderts erbaut. | BDA-Hist.: Q38004396 Status: Bescheid Stand der BDA-Liste: 2025-06-30 Name: Bürgerhaus GstNr.: 437 |
| ja   | Datei hochladen | Bürgerhaus, Griesbaderhaus HERIS-ID: 43627 Objekt-ID: 44269                                               | Griesgasse 7 Standort KG: Salzburg                 | | BDA-Hist.: Q38004380 Status: Bescheid Stand der BDA-Liste: 2025-06-30 Name: Bürgerhaus, Griesbaderhaus GstNr.: 497                                                                                                |
| ja   | Datei hochladen | Marianum HERIS-ID: 53047 Objekt-ID: 60828                                                                 | Griesgasse 8 Standort KG: Salzburg                 | Das viergeschoßige Haus mit querovalen Dachbodenluken und Hohlkehlenabschluss wurde in der 1. Hälfte des 17. Jahrhunderts erbaut. Die Fensterumrahmungen mit Plattenstildekor stammen vom Ende des 18. Jahrhunderts. | BDA-Hist.: Q38055489 Status: § 2a Stand der BDA-Liste: 2025-06-30 Name: Marianum GstNr.: 438, 439/1 Griesgasse 8, Salzburg                                                                                        |
| ja   | Datei hochladen | Bürgerhaus, Trenkthor oder Löchlbogen HERIS-ID: 36626 Objekt-ID: 35607                                    | Griesgasse 9 Standort KG: Salzburg                 | Das ehemalige obere Tränktor der Mauer von 1280 wurde im 16. und 17. Jahrhundert durch das siebengeschoßige Bürgerhaus überbaut. Die Fassade mit den Fensterumrahmungen stammt aus der 1. Hälfte des 19. Jahrhunderts. | BDA-Hist.: Q37971144 Status: Bescheid Stand der BDA-Liste: 2025-06-30 Name: Bürgerhaus, Trenkthor oder Löchlbogen GstNr.: 495 Griesgasse 9, Salzburg                                                              |
| ja   | Datei hochladen | Bürgerhaus HERIS-ID: 36627 Objekt-ID: 35608                                                               | Griesgasse 11 Standort KG: Salzburg                | Das Bürgerhaus mit einem zweigeschoßigen Erker wurde im 16. und 17. Jahrhundert um einen Turm der alten Stadtmauer erbaut. Sitz der Zürcher Kantonalbank Österreich. | BDA-Hist.: Q37971154 Status: Bescheid Stand der BDA-Liste: 2025-06-30 Name: Bürgerhaus GstNr.: 494 Griesgasse 11, Salzburg                                                                                        |
| ja   | Datei hochladen | Bürgerhaus, Kronhaus HERIS-ID: 41633 Objekt-ID: 42174                                                     | Griesgasse 15 Standort KG: Salzburg                | Hinter eingeschoßigen Ladenvorbauten steht das Bürgerhaus, das im Kern aus dem 15. und 16. Jahrhundert stammt. | BDA-Hist.: Q38001895 Status: Bescheid Stand der BDA-Liste: 2025-06-30 Name: Bürgerhaus, Kronhaus GstNr.: 484/1 |
| ja   | Datei hochladen | Bürgerhaus HERIS-ID: 41719 Objekt-ID: 42279                                                               | Griesgasse 17 Standort KG: Salzburg                | Das zehnachsige fünfgeschoßige Bürgerhaus stammt ursprünglich aus dem 16. Jahrhundert und wurde bereits im 17. Jahrhundert umgebaut. Die Fensterumrahmungen der Fassade entstanden in der 2. Hälfte des 19. Jahrhunderts. | BDA-Hist.: Q38002412 Status: Bescheid Stand der BDA-Liste: 2025-06-30 Name: Bürgerhaus GstNr.: 477, 478 Griesgasse 17, Salzburg                                                                                   |
| ja   | Datei hochladen | Bürgerhaus, Fleischbankstock HERIS-ID: 36628 Objekt-ID: 35609                                             | Griesgasse 19, 19A Standort KG: Salzburg           | Das langgestreckte dreigeschoßige Haus mit schlichter Fassade wurde im Jahr 1608 ursprünglich als Fleischbank erbaut. | BDA-Hist.: Q37971164 Status: Bescheid Stand der BDA-Liste: 2025-06-30 Name: Bürgerhaus, Fleischbankstock GstNr.: 470, 474/1 Griesgasse 19 (Salzburg)                                                              |
| ja   | Datei hochladen | Bürgerhaus, ehem. Schmiede am Trenkthore HERIS-ID: 41541 Objekt-ID: 42057                                 | Griesgasse 21 Standort KG: Salzburg                | Das dreigeschoßige Bürgerhaus mit ausgebautem Dachgeschoß und Hohlkehle stammt im Kern aus dem 17. Jahrhundert. | BDA-Hist.: Q38001555 Status: Bescheid Stand der BDA-Liste: 2025-06-30 Name: Bürgerhaus, ehem. Schmiede am Trenkthore GstNr.: 469                                                                                  |
| ja   | Datei hochladen | Bürgerhaus, Köglhaus HERIS-ID: 41542 Objekt-ID: 42058                                                     | Griesgasse 27 Standort KG: Salzburg                | Das viergeschoßige Bürgerhaus mit ausgebautem Dachspeichergeschoß wurde um die Mitte des 17. Jahrhunderts errichtet. | BDA-Hist.: Q38001564 Status: Bescheid Stand der BDA-Liste: 2025-06-30 Name: Bürgerhaus, Köglhaus GstNr.: 450 Griesgasse 27 (Salzburg)                                                                             |
| ja   | Datei hochladen | Bürgerhaus, Fuchsenhaus HERIS-ID: 41697 Objekt-ID: 42248                                                  | Griesgasse 29 Standort KG: Salzburg                | Das viergeschoßige Bürgerhaus mit Grabendach wurde um die Mitte des 17. Jahrhunderts errichtet. Das Rundbogenportal entstand wahrscheinlich Ende des 18. Jahrhunderts. | BDA-Hist.: Q38002297 Status: Bescheid Stand der BDA-Liste: 2025-06-30 Name: Bürgerhaus, Fuchsenhaus GstNr.: 449                                                                                                   |
| ja   | Datei hochladen | Bürgerhaus, Fischwässerer- oder Fuchsenhaus HERIS-ID: 41838 Objekt-ID: 42409                              | Griesgasse 31 Standort KG: Salzburg                | Das viergeschoßige Bürgerhaus mit ausgebautem Dachspeichergeschoß wurde um die Mitte des 17. Jahrhunderts errichtet. | BDA-Hist.: Q38002741 Status: Bescheid Stand der BDA-Liste: 2025-06-30 Name: Bürgerhaus, Fischwässerer- oder Fuchsenhaus GstNr.: 448/1 Griesgasse 31, Salzburg                                                     |
| ja   | Datei hochladen | Bürgerhaus, ehem. Schleifmühle HERIS-ID: 36629 Objekt-ID: 35610                                           | Gstättengasse 1 Standort KG: Salzburg              | Das viergeschoßige Bürgerhaus mit schlichter Fassade und Hohlkehle ist direkt an die senkrecht abfallende Felswand gebaut und stammt im Kern aus dem 16. und 17. Jahrhundert. | BDA-Hist.: Q37971175 Status: Bescheid Stand der BDA-Liste: 2025-06-30 Name: Bürgerhaus, ehem. Schleifmühle GstNr.: 389 Gstättengasse 1, Salzburg                                                                  |
| ja   | Datei hochladen | Bürgerhaus HERIS-ID: 53052 Objekt-ID: 60834                                                               | Gstättengasse 2 Standort KG: Salzburg              | Das im Kern wahrscheinlich mittelalterliche Haus erhielt seine heutige Fassade in der 2. Hälfte des 19. Jahrhunderts. | BDA-Hist.: Q38055528 Status: § 2a Stand der BDA-Liste: 2025-06-30 Name: Bürgerhaus GstNr.: 443 Gstättengasse 2, Salzburg                                                                                          |
| ja   | Datei hochladen | Bürgerhaus HERIS-ID: 53050 Objekt-ID: 60832                                                               | Gstättengasse 2 Standort KG: Salzburg              | | BDA-Hist.: Q38055519 Status: § 2a Stand der BDA-Liste: 2025-06-30 Name: Bürgerhaus GstNr.: 445/1 |
| ja   | Datei hochladen | Bürgerhaus, Schlosserhaus HERIS-ID: 36630 Objekt-ID: 35611                                                | Gstättengasse 3 Standort KG: Salzburg              | Über dem Rundbogenportal des fünfgeschoßigen Bürgerhauses ist ein Mariahilfbild aus der 2. Hälfte des 18. Jahrhunderts angebracht. | BDA-Hist.: Q37971186 Status: Bescheid Stand der BDA-Liste: 2025-06-30 Name: Bürgerhaus, Schlosserhaus GstNr.: 390 Gstättengasse 3, Salzburg                                                                       |
| ja   | Datei hochladen | Wohn- und Geschäftshaus, Älteste Bäckerei Salzburgs HERIS-ID: 36631 Objekt-ID: 35612                      | Gstättengasse 4 Standort KG: Salzburg              | Das im Kern wahrscheinlich mittelalterliche dreigeschoßige Haus weist querovale Dachbodenluken und einen Hohlkehlenabschluss auf. | BDA-Hist.: Q37971197 Status: Bescheid Stand der BDA-Liste: 2025-06-30 Name: Wohn- und Geschäftshaus, Älteste Bäckerei Salzburgs GstNr.: 442 Gstättengasse 4, Salzburg                                             |
| ja   | Datei hochladen | Bürgerhaus, Sommerhutmacherhaus und tonnengewölbter Raum HERIS-ID: 43685 Objekt-ID: 44354                 | Gstättengasse 5 Standort KG: Salzburg              | Das fünfgeschoßige Bürgerhaus ist direkt an die senkrecht abfallende Felswand angebaut. Seine Fassade enthält Ovalbilder der heiligen Franziskus und Antonius aus der Zeit um 1720 mit reich geschnitzten Rahmen. | BDA-Hist.: Q38004775 Status: Bescheid Stand der BDA-Liste: 2025-06-30 Name: Bürgerhaus, Sommerhutmacherhaus und tonnengewölbter Raum GstNr.: 390, 391                                                             |
| ja   | Datei hochladen | Bürgerhaus, Metzgerhaus HERIS-ID: 41704 Objekt-ID: 42255                                                  | Gstättengasse 6 Standort KG: Salzburg              | Das im Kern wahrscheinlich mittelalterliche dreigeschoßige Haus weist querovale Dachbodenluken und einen Hohlkehlenabschluss auf. | BDA-Hist.: Q38002371 Status: Bescheid Stand der BDA-Liste: 2025-06-30 Name: Bürgerhaus, Metzgerhaus GstNr.: 441 Gstättengasse 6, Salzburg                                                                         |
| ja   | Datei hochladen | Bürgerhaus, Maurermeisterhaus HERIS-ID: 45218 Objekt-ID: 46142                                            | Gstättengasse 7 Standort KG: Salzburg              | Das sechsgeschoßige Bürgerhaus geht im Baukern auf das 16. und 17. Jahrhundert zurück. Der Fassadendekor der Obergeschoße entstand zwischen 1850 und 1860. | BDA-Hist.: Q38014311 Status: Bescheid Stand der BDA-Liste: 2025-06-30 Name: Bürgerhaus, Maurermeisterhaus GstNr.: 392                                                                                             |
| ja   | Datei hochladen | Bürgerhaus HERIS-ID: 41839 Objekt-ID: 42410                                                               | Gstättengasse 9 Standort KG: Salzburg              | Die Fassade des fünfgeschoßigen Bürgerhauses mit querovalen Dachbodenluken zeigt ein Ovalbild der Maria Immaculata. | BDA-Hist.: Q38002750 Status: Bescheid Stand der BDA-Liste: 2025-06-30 Name: Bürgerhaus GstNr.: 393 |
| ja   | Datei hochladen | Bürgerhaus, Hutmacher Goberhaus HERIS-ID: 41840 Objekt-ID: 42411                                          | Gstättengasse 11 Standort KG: Salzburg             | Das fünfgeschoßige Bürgerhaus geht im Baukern auf das 16. und 17. Jahrhundert zurück. Die Fensterumrahmungen entstanden in der 1. Hälfte des 19. Jahrhunderts. | BDA-Hist.: Q38002759 Status: Bescheid Stand der BDA-Liste: 2025-06-30 Name: Bürgerhaus, Hutmacher Goberhaus GstNr.: 394                                                                                           |
| ja   | Datei hochladen | Talstation Mönchsberg-Lift HERIS-ID: 39712 Objekt-ID: 39492                                               | Gstättengasse 13 Standort KG: Salzburg             | | BDA-Hist.: Q37990756 Status: Bescheid Stand der BDA-Liste: 2025-06-30 Name: Talstation Mönchsberg-Lift GstNr.: 395 Gstättengasse 13, Salzburg                                                                     |
| ja   | Datei hochladen | Bürgerhaus HERIS-ID: 42130 Objekt-ID: 42712                                                               | Gstättengasse 25 Standort KG: Salzburg             | Das fünfgeschoßige Bürgerhaus mit Korbbogenportal wurde zwischen 1670 und 1682 erbaut. | BDA-Hist.: Q38002992 Status: Bescheid Stand der BDA-Liste: 2025-06-30 Name: Bürgerhaus GstNr.: 401 Gstättengasse 25, Salzburg                                                                                     |
| ja   | Datei hochladen | Bürgerhaus, sog. Zweites Sternhaus HERIS-ID: 41729 Objekt-ID: 42291                                       | Gstättengasse 27 Standort KG: Salzburg             | Dieses Gebäude wurde neben anderen (23-33) nach dem Bergsturz vom 16. Juli 1669 von dem Eigentümer des Sternbräus, Georg Ehrenreich Stockhamer, aufgekauft und einheitlich aufgebaut. Hier befanden sich weitläufige Stockhamersche Bierlagerkeller. Im 19. und 20. Jahrhundert waren hier Weinkellereien untergebracht. Unter der Bezeichnung Kavernen 1595 werden die Anlagen als Veranstaltungsort genutzt. | BDA-Hist.: Q38002445 Status: Bescheid Stand der BDA-Liste: 2025-06-30 Name: Bürgerhaus, sog. Zweites Sternhaus GstNr.: 402 Gstättengasse 27, Salzburg                                                             |
| ja   | Datei hochladen | Bürgerhaus, sog. Äußeres Fragnerhaus HERIS-ID: 41754 Objekt-ID: 42320                                     | Gstättengasse 29 Standort KG: Salzburg             | Das fünfgeschoßige Bürgerhaus mit Korbbogenportal wurde zwischen 1670 und 1682 erbaut. | BDA-Hist.: Q38002571 Status: Bescheid Stand der BDA-Liste: 2025-06-30 Name: Bürgerhaus, sog. Äußeres Fragnerhaus GstNr.: 403 Gstättengasse 29, Salzburg                                                           |
| ja   | Datei hochladen | Bürgerhaus, sog. Viertes Stern- oder Nachtkönighaus HERIS-ID: 41728 Objekt-ID: 42290                      | Gstättengasse 31 Standort KG: Salzburg             | Das fünfgeschoßige Bürgerhaus mit Korbbogenportal wurde zwischen 1670 und 1682 erbaut. | BDA-Hist.: Q38002435 Status: Bescheid Stand der BDA-Liste: 2025-06-30 Name: Bürgerhaus, sog. Viertes Stern- oder Nachtkönighaus GstNr.: 404 Gstättengasse 31, Salzburg                                            |
| ja   | Datei hochladen | Bürgerhaus HERIS-ID: 41755 Objekt-ID: 42321                                                               | Gstättengasse 33 Standort KG: Salzburg             | Das fünfgeschoßige und vierachsige Bürgerhaus wurde zwischen 1670 und 1682 erbaut. | BDA-Hist.: Q38002581 Status: Bescheid Stand der BDA-Liste: 2025-06-30 Name: Bürgerhaus GstNr.: 405 |
| ja   | Datei hochladen | Bürgerhaus HERIS-ID: 41727 Objekt-ID: 42289                                                               | Gstättengasse 35 Standort KG: Salzburg             | Das fünfgeschoßige Bürgerhaus mit Rustikaportal wurde zwischen 1670 und 1682 erbaut. | BDA-Hist.: Q38002424 Status: Bescheid Stand der BDA-Liste: 2025-06-30 Name: Bürgerhaus GstNr.: 406 |
| ja   | Datei hochladen | Bürgerhaus, Naglschmiedhaus HERIS-ID: 41726 Objekt-ID: 42288                                              | Gstättengasse 37 Standort KG: Salzburg             | Das fünfgeschoßige und dreiachsige Bürgerhaus wurde zwischen 1670 und 1682 erbaut. | BDA-Hist.: Q38002416 Status: Bescheid Stand der BDA-Liste: 2025-06-30 Name: Bürgerhaus, Naglschmiedhaus GstNr.: 407                                                                                               |
| ja   | Datei hochladen | Villa HERIS-ID: 36642 Objekt-ID: 35623                                                                    | Haydnstraße 5 Standort KG: Salzburg                | Die viergeschoßige Villa mit Eckrisaliten und secessionistischem Fassadendekor wurde 1901 erbaut. | BDA-Hist.: Q37971214 Status: Bescheid Stand der BDA-Liste: 2025-06-30 Name: Villa GstNr.: 1475 Haydnstraße 5, Salzburg                                                                                            |
| ja   | Datei hochladen | Künstlerhaus HERIS-ID: 36641 Objekt-ID: 35622                                                             | Hellbrunner Straße 3 Standort KG: Salzburg         | Das späthistoristische Gebäude in Neorenaissanceformen mit markantem Eingangsrisalit wurde 1885 errichtet. | BDA-Hist.: Q1797144 Status: Bescheid Stand der BDA-Liste: 2025-06-30 Name: Künstlerhaus GstNr.: 2021/1 Künstlerhaus Salzburg                                                                                      |
| ja   | Datei hochladen | Pensionistenheim Hellbrunn, ehem. K.K. Landwehrkaserne HERIS-ID: 53129 Objekt-ID: 60919                   | Hellbrunner Straße 28 Standort KG: Salzburg        | Die ehemalige Kaserne in einem ärarischen Stil mit Neorenaissance-Elementen wurde 1897/98 errichtet. Sie wurde 1861 als Seniorenheim adaptiert. | BDA-Hist.: Q15114353 Status: § 2a Stand der BDA-Liste: 2025-06-30 Name: Pensionistenheim Hellbrunn, ehem. K.K. Landwehrkaserne GstNr.: 2066/1 Seniorenheim Hellbrunn                                              |
| ja   | Datei hochladen | Hofmarstallschwemme HERIS-ID: 57514 Objekt-ID: 67682                                                      | Herbert-von-Karajan-Platz Standort KG: Salzburg    | Die Hofmarstallschwemme entstand in Verbindung mit der Fassadengestaltung des ehemaligen Hofmarstalls im Jahr 1695, wahrscheinlich nach einem Entwurf Johann Bernhard Fischer von Erlachs. Vor einer Schauwand befindet sich ein Becken mit einer Figurengruppe von Rossbändigern. Bei der Umgestaltung im Jahr 1732 bekam die Schauwand ihre heutige Form mit Pferdedarstellungen in den Wandfeldern. Die Figurengruppe wurde um 90 Grad gedreht und erhielt einen neuen Sockel. | BDA-Hist.: Q38077017 Status: § 2a Stand der BDA-Liste: 2025-06-30 Name: Hofmarstallschwemme GstNr.: 383, 3715/2 Pferdeschwemme (Salzburg)                                                                         |
| ja   | Datei hochladen | Neutor/Sigmundstor mit Tunnel und Obelisken HERIS-ID: 75919 Objekt-ID: 89444                              | Herbert-von-Karajan-Platz Standort KG: Salzburg    | → Hauptartikel : Neutor (Salzburg) f1 | BDA-Hist.: Q255644 Status: § 2a Stand der BDA-Liste: 2025-06-30 Name: Neutor/Sigmundstor mit Tunnel und Obelisken GstNr.: 2628, 381/1, 2611/1, 2761/1, 2538/1, 2611/2, 3597, 3596, 3715/1 Siegmundstor (Salzburg) |
| ja   | Datei hochladen | Bürgerhaus, hinteres Spitalschmiedhaus HERIS-ID: 40667 Objekt-ID: 40661                                   | Herbert-von-Karajan-Platz 1 Standort KG: Salzburg  | Das viergeschoßige Bürgerhaus stammt in der Bausubstanz aus dem 16. und 17. Jahrhundert. | BDA-Hist.: Q37995721 Status: Bescheid Stand der BDA-Liste: 2025-06-30 Name: Bürgerhaus, hinteres Spitalschmiedhaus GstNr.: 369                                                                                    |
| ja   | Datei hochladen | Bürgerhaus, Hinteres Färberhaus HERIS-ID: 41543 Objekt-ID: 42059                                          | Herbert-von-Karajan-Platz 2 Standort KG: Salzburg  | Das fünfgeschoßige Bürgerhaus stammt in der Bausubstanz aus dem 16. und 17. Jahrhundert. | BDA-Hist.: Q38001575 Status: Bescheid Stand der BDA-Liste: 2025-06-30 Name: Bürgerhaus, Hinteres Färberhaus GstNr.: 370 Herbert-von-Karajan-Platz 2, Salzburg                                                     |
| ja   | Datei hochladen | Schüttkasten am Neutor, der Vorplatz archäologisches Fundhoffnungsgebiet HERIS-ID: 36714 Objekt-ID: 35695 | Herbert-von-Karajan-Platz 11 Standort KG: Salzburg | Das hinter der Hofmarstallschwemme stehende dreigeschoßige Wirtschaftsgebäude wurde im 17. Jahrhundert errichtet, später aber noch umgestaltet. | BDA-Hist.: Q37971765 Status: § 2a Stand der BDA-Liste: 2025-06-30 Name: Schüttkasten am Neutor, der Vorplatz archäologisches Fundhoffnungsgebiet GstNr.: 382/1, 382/2 Schüttkasten (Salzburg)                     |
| ja   | Datei hochladen | Bürgerhaus HERIS-ID: 44572 Objekt-ID: 45393                                                               | Herrengasse 4 Standort KG: Salzburg                | | BDA-Hist.: Q38010026 Status: Bescheid Stand der BDA-Liste: 2025-06-30 Name: Bürgerhaus GstNr.: 291 |
| ja   | Datei hochladen | Gasthaus Zum weißen Kreuz HERIS-ID: 43655 Objekt-ID: 44307                                                | Herrengasse 8 Standort KG: Salzburg                | Hier (zugleich Bierjodlgasse 6) gab es seit 1687 einen Bierzapfer, seit 1775 hieß die Gaststätte „Bierjodlhaus“, ab Mitte des 19. Jahrhunderts „Zum Weißen Kreuz“, ab 1949 wurde es mit dem Untertitel „jugoslawisches Restaurant“ und von 1992 bis 2008 dann mit „Balkanspezialitäten“ geführt. Zurzeit steht es offensichtlich leer. | BDA-Hist.: Q38004563 Status: Bescheid Stand der BDA-Liste: 2025-06-30 Name: Gasthaus Zum weißen Kreuz GstNr.: 274 Gasthaus Weißes Kreuz, Salzburg                                                                 |
| ja   | Datei hochladen | Bürgerhaus, Stöcklhaus HERIS-ID: 44190 Objekt-ID: 44894                                                   | Herrengasse 10 Standort KG: Salzburg               | | BDA-Hist.: Q38007421 Status: Bescheid Stand der BDA-Liste: 2025-06-30 Name: Bürgerhaus, Stöcklhaus GstNr.: 273 |
| ja   | Datei hochladen | Bürgerhaus, Klocker neu Widmannbehausung HERIS-ID: 43654 Objekt-ID: 44306                                 | Herrengasse 12 Standort KG: Salzburg               | | BDA-Hist.: Q38004550 Status: Bescheid Stand der BDA-Liste: 2025-06-30 Name: Bürgerhaus, Klocker neu Widmannbehausung GstNr.: 272 Herrengasse 12, Salzburg                                                         |
| ja   | Datei hochladen | Bürgerhaus, Leyerbrunhaus HERIS-ID: 43653 Objekt-ID: 44305                                                | Herrengasse 14 Standort KG: Salzburg               | Das fünfgeschoßige Bürgerhaus stammt in der Bausubstanz aus dem 16. und 17. Jahrhundert. | BDA-Hist.: Q38004538 Status: Bescheid Stand der BDA-Liste: 2025-06-30 Name: Bürgerhaus, Leyerbrunhaus GstNr.: 270                                                                                                 |
| ja   | Datei hochladen | Bürgerhaus, Färberstöckl HERIS-ID: 43651 Objekt-ID: 44303                                                 | Herrengasse 16 Standort KG: Salzburg               | In diesem engen Haus befindet sich die sog. „St. Paul Stubm“, eine Gaststätte. | BDA-Hist.: Q35858570 Status: Bescheid Stand der BDA-Liste: 2025-06-30 Name: Bürgerhaus, Färberstöckl GstNr.: 267, 268 Herrengasse 16 (Salzburg)                                                                   |
| ja   | Datei hochladen | Bürgerhaus, Flecknerhaus HERIS-ID: 43652 Objekt-ID: 44304                                                 | Herrengasse 18 Standort KG: Salzburg               | In dem Gebäude ist seit dem 14. Jahrhundert ein Bordell beheimatet. Seit Kurzem ist es auch mit einem historisierenden Zunftzeichen versehen. | BDA-Hist.: Q38004527 Status: Bescheid Stand der BDA-Liste: 2025-06-30 Name: Bürgerhaus, Flecknerhaus GstNr.: 239 Herrengasse 18 (Salzburg)                                                                        |
| ja   | Datei hochladen | Bürgerhaus, Krinnerhaus HERIS-ID: 44191 Objekt-ID: 44895                                                  | Herrengasse 20 Standort KG: Salzburg               | | BDA-Hist.: Q38007430 Status: Bescheid Stand der BDA-Liste: 2025-06-30 Name: Bürgerhaus, Krinnerhaus GstNr.: 235                                                                                                   |
| ja   | Datei hochladen | Bürgerhaus, Glaserer Brücknerhaus HERIS-ID: 44192 Objekt-ID: 44896                                        | Herrengasse 22 Standort KG: Salzburg               | | BDA-Hist.: Q38007437 Status: Bescheid Stand der BDA-Liste: 2025-06-30 Name: Bürgerhaus, Glaserer Brücknerhaus GstNr.: 233/1                                                                                       |
| ja   | Datei hochladen | Bürgerhaus HERIS-ID: 44455 Objekt-ID: 45266                                                               | Herrengasse 22A Standort KG: Salzburg              | | BDA-Hist.: Q38009058 Status: Bescheid Stand der BDA-Liste: 2025-06-30 Name: Bürgerhaus GstNr.: 233/2 |
| ja   | Datei hochladen | Bürgerhaus HERIS-ID: 41245 Objekt-ID: 41721                                                               | Herrengasse 24 Standort KG: Salzburg               | | BDA-Hist.: Q37998831 Status: Bescheid Stand der BDA-Liste: 2025-06-30 Name: Bürgerhaus GstNr.: 232 |
| ja   | Datei hochladen | Bürgerhaus HERIS-ID: 44193 Objekt-ID: 44897                                                               | Herrengasse 26 Standort KG: Salzburg               | Das fünfgeschoßige Bürgerhaus mit spätgotischem Rundbogenportal stammt in der Bausubstanz aus dem 16. und 17. Jahrhundert. | BDA-Hist.: Q38007447 Status: Bescheid Stand der BDA-Liste: 2025-06-30 Name: Bürgerhaus GstNr.: 230 |
| ja   | Datei hochladen | Bürgerhaus, Hirten- oder Schallhamerhaus HERIS-ID: 44194 Objekt-ID: 44898                                 | Herrengasse 28 Standort KG: Salzburg               | | BDA-Hist.: Q38007456 Status: Bescheid Stand der BDA-Liste: 2025-06-30 Name: Bürgerhaus, Hirten- oder Schallhamerhaus GstNr.: 231/1, 231/2                                                                         |
| ja   | Datei hochladen | Hoftischlerhaus HERIS-ID: 36643 Objekt-ID: 35624                                                          | Herrengasse 30 Standort KG: Salzburg               | Das viergeschoßige Bürgerhaus stammt in der Bausubstanz aus dem 16. und 17. Jahrhundert. | BDA-Hist.: Q37971223 Status: § 2a Stand der BDA-Liste: 2025-06-30 Name: Hoftischlerhaus GstNr.: 229 |
| ja   | Datei hochladen | Foyer und Bühnenhaus des Kleinen Festspielhauses sowie Winterreitschule HERIS-ID: 40518 Objekt-ID: 40461  | Hofstallgasse 1 Standort KG: Salzburg              | → Hauptartikel : Kleines Festspielhaus f1 | BDA-Hist.: Q493923 Status: § 2a Stand der BDA-Liste: 2025-06-30 Name: Foyer und Bühnenhaus des Kleinen Festspielhauses sowie Winterreitschule GstNr.: 3711, 378/1 Haus für Mozart                                 |
| ja   | Datei hochladen | Sommer- bzw. Felsenreitschule HERIS-ID: 88831 Objekt-ID: 103415                                           | Hofstallgasse 1 Standort KG: Salzburg              | → Hauptartikel : Felsenreitschule f1 | BDA-Hist.: Q669783 Status: § 2a Stand der BDA-Liste: 2025-06-30 Name: Sommer- bzw. Felsenreitschule GstNr.: 378/1 Felsenreitschule                                                                                |
| ja   | Datei hochladen | Großes Festspielhaus HERIS-ID: 88603 Objekt-ID: 103179                                                    | Hofstallgasse 1 Standort KG: Salzburg              | → Hauptartikel : Großes Festspielhaus f1 | BDA-Hist.: Q669768 Status: Bescheid Stand der BDA-Liste: 2025-06-30 Name: Großes Festspielhaus GstNr.: 378/2 Großes Festspielhaus (Salzburg)                                                                      |
| ja   | Datei hochladen | Miethaus, Teil der sog. Faberhäuser HERIS-ID: 46751 Objekt-ID: 48903                                      | Hubert-Sattler-Gasse 3 Standort KG: Salzburg       | Das ursprüngliche Faberhaus, ein U-förmiger historistischer Gebäudekomplex aus der Gründerzeit, entstand nach Abriss der Lodronschen Befestigungsanlagen nördlich des Mirabellplatzes in der 2. Hälfte des 19. Jahrhunderts. Das Faberhaus ist benannt nach dem Wiener Brauereidirektor und Auftraggeber Moritz Faber und umfasst die Adressen Rainerstraße 2, Hubert-Sattler-Gasse 1 und 3 sowie Franz-Josef-Straße 2 und 4. Entworfen wurde der Bau von Franz Schommleitner und errichtet von Valentin Ceconi. Mittlerweile werden auch ähnlich und ebenfalls von Ceconi errichtete anschließende Gebäude als Faberhäuser bezeichnet, besonders die den Häuserblock um Rainerstraße, Hubert-Sattler-Gasse, Faberstraße, Franz-Josef-Straße bilden. Teile des Komplexes wurden im Zweiten Weltkrieg beschädigt. Heute sind im Haus Rainerstraße 2 eine Bank, in den anderen Gebäuden unter anderem Einrichtungen des Magistrats Salzburg untergebracht. | BDA-Hist.: Q38023416 Status: Bescheid Stand der BDA-Liste: 2025-06-30 Name: Miethaus, Teil der sog. Faberhäuser GstNr.: 1059                                                                                      |
| ja   | Datei hochladen | Andrä-Schule HERIS-ID: 53196 Objekt-ID: 60998                                                             | Hubert-Sattler-Gasse 4 Standort KG: Salzburg       | Das dreigeschoßige Schulgebäude mit späthistoristischer Fassade wurde von 1891 bis 1893 errichtet. | BDA-Hist.: Q38056108 Status: § 2a Stand der BDA-Liste: 2025-06-30 Name: Andrä-Schule GstNr.: 911 Campus Mirabell                                                                                                  |
| ja   | Datei hochladen | Wohn- und Geschäftshaus, Hellerhaus HERIS-ID: 41635 Objekt-ID: 42178                                      | Hubert-Sattler-Gasse 5 Standort KG: Salzburg       | siehe Hubert-Sattler-Gasse 3 | BDA-Hist.: Q38001915 Status: Bescheid Stand der BDA-Liste: 2025-06-30 Name: Wohn- und Geschäftshaus, Hellerhaus GstNr.: 1060 Hubert-Sattler-Gasse 5, Salzburg                                                     |
| ja   | Datei hochladen | Wohn- und Geschäftshaus, Hellerhaus HERIS-ID: 41636 Objekt-ID: 42179                                      | Hubert-Sattler-Gasse 7 Standort KG: Salzburg       | siehe Hubert-Sattler-Gasse 3 | BDA-Hist.: Q38001925 Status: Bescheid Stand der BDA-Liste: 2025-06-30 Name: Wohn- und Geschäftshaus, Hellerhaus GstNr.: 1064/1 Hubert-Sattler-Gasse 7, Salzburg                                                   |
| ja   | Datei hochladen | Herz Jesu-Asylkirche HERIS-ID: 53031 Objekt-ID: 60811                                                     | Hübnergasse Standort KG: Salzburg                  | → Hauptartikel : Herz-Jesu-Asylkirche f1 | BDA-Hist.: Q14906815 Status: § 2a Stand der BDA-Liste: 2025-06-30 Name: Herz Jesu-Asylkirche GstNr.: 3041 Herz-Jesu-Asylkirche                                                                                    |
| ja   | Datei hochladen | Altersheim, Asyl Riedenburg und Figurenbildstock Maria Immaculata HERIS-ID: 67879 Objekt-ID: 80862        | Hübnergasse 1, 5 Standort KG: Salzburg             | Das Herz-Jesu-Heim (früher Herz-Jesu-Asyl) wird heute als Seniorenwohn- und Pflegeheim von den Barmherzigen Schwestern (Töchtern der Christlichen Liebe) vom hl. Vinzenz von Paul betrieben. Die Statue der Maria Immaculata gehörte ursprünglich zu einem Brunnen, der vor Mozarts Geburtshaus als Fischbrunnen durch Erzbischof Wolf Dietrich von Raitenau errichtet wurde. 1873 wurde dieser Brunnen abgetragen und die Statue im Garten des sog. Asyls aufgestellt. Dieser Garten war eine Gartenanlage des Domherrn Anton Willibald Graf Waldburg-Wolfegg. | BDA-Hist.: Q38117772 Status: § 2a Stand der BDA-Liste: 2025-06-30 Name: Altersheim, Asyl Riedenburg und Figurenbildstock Maria Immaculata GstNr.: 3039, 3036/1 Herz-Jesu-Heim, Salzburg                           |